# Człowiek z Neu Versen
Człowiek z Neu Versen (około III wieku) – mumia człowieka z epoki żelaza znaleziona w 1900 roku podczas wycinania torfu nad rzeką Ems w miejscowości Neu Versen w powiecie Emsland w Dolnej Saksonii w Niemczech. Mumia ta bywa nazywana także Roter Franz ("Rudowłosy Franz") ze względu na bujne włosy rudobrązowego koloru, który pochodzi od kwasów humusowych z wody torfowej. Na czaszce mumii, przechowywanej w Niedersächsisches Landesmuseum w Hanowerze, znajduje się złamanie.